# Svetlana Chorkina
Svetlana Vasiljevna Chorkina (Russisch: Светлана Васильевна Хоркина) (Belgorod, 19 januari 1979) is een Russisch gymnast en zevenvoudig olympisch medaillewinnaar en negenvoudig wereldkampioene. Hiermee is zij een van de succesvolste gymnasten uit haar tijdperk, waarin ze in totaal 47 medailles won. Na haar sportcarrière zat ze in de politiek als verkozene in de Staatsdoema.

## Sport
Als gymnaste was Chorkina ongebruikelijk lang met haar 1,65 m. Hoewel haar werd afgeraden om aan gymnastiek te doen vanwege deze lengte, ontwikkelde ze samen met haar coach Boris Pilkin nieuwe bewegingen, die haar sterke kanten en haar lengte gebruikten. 

## Politiek
Sinds 2003 is Chorkina lid van de politieke partij Verenigd Rusland, en in 2007 werd ze verkozen tot de Staatsdoema, waar ze tot 2011 in zat.

## Medaillespiegel
| Wedstrijd                                    | Totaal | Totaal | Onderdeel | Onderdeel | Onderdeel | Onderdeel |
|                                              | Indiv. | Team   | Sprong    | Brug      | Balk      | Vloer     |
| -------------------------------------------- | ------ | ------ | --------- | --------- | --------- | --------- |
| Wereldkampioenschappen turnen 1994           | 9      | Brons  | Zilver    | Zilver    |           | 8         |
| Wereldkampioenschappen turnen 1995           | Zilver | 4      | 5         | Goud      |           |           |
| Wereldkampioenschappen turnen 1996           |        |        | 5         | Goud      |           |           |
| Turnen op de Olympische Zomerspelen 1996     | 15     | Zilver |           | Goud      |           |           |
| Wereldkampioenschappen turnen 1997           | Goud   | Zilver | 8         | Goud      | Zilver    | Goud      |
| Wereldkampioenschappen turnen 1999           | 12     | Zilver |           | Goud      |           | Brons     |
| Turnen op de Olympische Zomerspelen 2000     | 10     | Zilver |           | Goud      |           | Zilver    |
| Wereldkampioenschappen turnen 2001           | Goud   | Zilver | Goud      | Goud      |           | Brons     |
| Wereldkampioenschappen turnen 2002           |        |        |           | 7         | 4         |           |
| Wereldkampioenschappen turnen 2003           | Goud   | 6      |           |           |           |           |
| Gymnastiek op de Olympische Zomerspelen 2004 | Zilver | Brons  |           | 8         |           |           |

1952: Margit Korondi ·
1956: Ágnes Keleti ·
1960: Polina Astachova ·
1964: Polina Astachova ·
1968: Věra Čáslavská ·
1972: Karin Janz ·
1976: Nadia Comăneci ·
1980: Maxi Gnauck ·
1984: Ma Yanhong, Julianne McNamara ·
1988: Daniela Silivaș ·
1992: Lu Li ·
1996: Svetlana Chorkina ·
2000: Svetlana Chorkina ·
2004: Émilie Le Pennec ·
2008: He Kexin · 
2012: Alia Moestafina · 
2016: Alia Moestafina ·  
2020: Nina Derwael · 
2024: Kaylia Nemour
1934: Vlasta Děkanová ·
1938: Vlasta Děkanová ·
1950: Helena Rakoczy ·
1954: Galina Sjamrai ·
1958: Larissa Latynina ·
1962: Larissa Latynina ·
1966: Věra Čáslavská ·
1970: Ljoedmila Toerisjtsjeva ·
1974: Ljoedmila Toerisjtsjeva ·
1978: Jelena Moechina ·
1979: Nelli Kim ·
1981: Olga Bicherova ·
1983: Natalia Yurchenko ·
1985: Jelena Sjoesjoenova / Oksana Omelianchik ·
1987: Aurelia Dobre ·
1989: Svetlana Boginskaja ·
1991: Kim Zmeskal ·
1993: Shannon Miller ·
1994: Shannon Miller ·
1995: Lilija Podkopajeva ·
1997: Svetlana Chorkina ·
1999: Maria Olaru ·
2001: Svetlana Chorkina ·
2002: Svetlana Chorkina ·
2003: Svetlana Chorkina ·
2005: Chellsie Memmel ·
2006: Vanessa Ferrari ·
2007: Shawn Johnson ·
2009: Bridget Sloan ·
2010: Alia Moestafina ·
2011: Jordyn Wieber ·
2013: Simone Biles ·
2014: Simone Biles ·
2015: Simone Biles ·
2017: Morgan Hurd ·
2018: Simone Biles ·
2019: Simone Biles ·
2021: Angelina Melnikova ·
2022: Rebeca Andrade ·
2023: Simone Biles
1950: Gertrude Kolar / Ann-Sofi Pettersson ·
1954: Ágnes Keleti ·
1958: Larissa Latynina ·
1962: Irina Pervushina ·
1966: Natalja Koetsjinskaja ·
1970: Karin Janz ·
1974: Annelore Zinke ·
1978: Marcia Frederick ·
1979: Maxi Gnauck / Ma Yanhong ·
1981: Maxi Gnauck ·
1983: Maxi Gnauck ·
1985: Gabriele Faehnrich ·
1987: Daniela Silivaș / Dörte Thümmler ·
1989: Fan Di / Daniela Silivaș ·
1991: Kim Gwang-suk ·
1992: Lavinia Miloșovici ·
1993: Shannon Miller ·
1994: Luo Li ·
1995: Svetlana Chorkina ·
1996: Svetlana Chorkina / Elena Piskun ·
1997: Svetlana Chorkina ·
1999: Svetlana Chorkina ·
2001: Svetlana Chorkina ·
2002: Courtney Kupets ·
2003: Chellsie Memmel / Hollie Vise ·
2005: Nastia Liukin ·
2006: Beth Tweddle ·
2007: Ksenia Semenova ·
2009: He Kexin ·
2010: Beth Tweddle ·
2011: Viktoria Komova ·
2013: Huang Huidan ·
2014: Yao Jinnan ·
2015: Fan / Kocian /  Komova /  Spiridonova ·
2017: Fan Yilin ·
2018: Nina Derwael ·
2019: Nina Derwael ·
2021: Wei Xiaoyuan·
2022: Wei Xiaoyuan·
2023: Qiu Qiyuan·
1957: Larissa Latynina ·
1959: Polina Astachova ·
1961: Polina Astachova ·
1963: Thea Belmer ·
1965: Věra Čáslavská ·
1967: Věra Čáslavská ·
1969: Karin Büttner-Janz ·
1971: Tamara Lazakovitsj ·
1973: Ljoedmila Toerisjtsjeva ·
1975: Nadia Comăneci ·
1977: Comăneci / Mukhina ·
1979: Elena Mukhina ·
1981: Maxi Gnauck ·
1983: Ecaterina Szabo ·
1985: Gnauck / Sjoesjoenova ·
1987: Daniela Silivaș ·
1989: Henrietta Ónodi ·
1990: Boginskaja / Kalinina / Pașca ·
1992: Tetjana Goetsoe ·
1994: Svetlana Chorkina ·
1996: Amânar / Chorkina / Podkopajeva ·
1998: Svetlana Chorkina ·
2000: Svetlana Chorkina ·
2002: Svetlana Chorkina ·
2004: Svetlana Chorkina ·
2005: Émilie Le Pennec ·
2006: Beth Tweddle ·
2007: Dariya Zgoba ·
2008: Ksenia Semyonova ·
2009: Beth Tweddle ·
2010: Beth Tweddle ·
2011: Beth Tweddle ·
2012: Viktoria Komova ·
2013: Alia Moestafina ·
2014: Rebecca Downie ·
2015: Daria Spiridonova ·
2016: Rebecca Downie ·
2017: Nina Derwael ·
2018: Nina Derwael ·
2019: Anastasia Ilyankova ·
2020: Zsófia Kovács ·
2021: Angelina Melnikova ·
2022: Elisabeth Seitz ·
2023: Alice D'Amato ·
2024: Alice D'Amato
1957: Larissa Latynina ·
1959: Věra Čáslavská ·
1961: Polina Astachova ·
1963: Ewa Rydell ·
1965: Věra Čáslavská ·
1967: Věra Čáslavská ·
1969: Karin Büttner-Janz ·
1971: Tamara Lazakovitsj ·
1973: Ljoedmila Toerisjtsjeva ·
1975: Nadia Comăneci ·
1977: Jelena Moechina ·
1979: Natalja Sjaposjnikova ·
1981: Maxi Gnauck ·
1983: Lavinia Agache ·
1985: Oksana Omelianchik ·
1987: Daniela Silivaș ·
1989: Olesya Dudnik / Gabriela Potorac
1990: Svetlana Boginskaja ·
1992: Svetlana Boginskaja ·
1994: Gina Gogean ·
1996: Rozalia Galiyeva ·
1998: Yevgeniya Kuznetsova ·
2000: Svetlana Chorkina ·
2002: Ludmilla Ezhova ·
2004: Cătălina Ponor ·
2005: Cătălina Ponor ·
2006: Cătălina Ponor ·
2007: Yulia Lozhechko ·
2008: Ksenia Semyonova ·
2009: Yana Demyanchuk ·
2010: Amelia Racea ·
2011: Anna Dementyeva ·
2012: Cătălina Ponor ·
2013: Larisa Iordache ·
2014: Maria Kharenkova ·
2015: Andreea Munteanu ·
2016: Alia Moestafina ·
2017: Cătălina Ponor ·
2018: Sanne Wevers ·
2019: Alice Kinsella ·
2020: Larisa Iordache ·
2021: Mélanie de Jesus dos Santos ·
2022: Emma Malewski ·
2023: Sanne Wevers ·
2024: Manila Esposito ·